# Clastobryopsis robusta
Clastobryopsis robusta är en bladmossart som beskrevs av Fleischer 1923. Clastobryopsis robusta ingår i släktet Clastobryopsis och familjen Sematophyllaceae. Inga underarter finns listade i Catalogue of Life.